# Вершина Ханды
Вершина Ханды — деревня в Казачинско-Ленском районе Иркутской области России. 

## География
Расположена на межселенных территориях. Находится примерно в 44 км к югу от районного центра, села Казачинское.

## Население
| 2002 | 2010 | 2011 | 2012 | 2020 | 2021 |
| ---- | ---- | ---- | ---- | ---- | ---- |
| 35   | ↘10  | →10  | ↘9   | ↘0   | ↗10  |

По данным Всероссийской переписи, в 2010 году в деревне проживало 10 человек (5 мужчин и 5 женщин).
Является эвенкийской деревней и единственным в районе местом компактного проживания эвенков. По данным Всероссийской переписи, в 2002 году эвенки составляли 83 % от всех жителей деревни.